# Myrcia crassimarginata
Myrcia crassimarginata là một loài thực vật thuộc họ Myrtaceae. Đây là loài đặc hữu của Peru.